# Gran Burrone
(J. R. R. Tolkien, Lo Hobbit)
Gran Burrone (Forraspaccata nell'edizione Adelphi de Lo Hobbit; in Sindarin Imladris, lett. "Profonda valletta del crepaccio"; in originale Rivendell), è una città e un avamposto degli elfi di Arda, l'universo immaginario fantasy creato dallo scrittore inglese J. R. R. Tolkien. Viene anche indicata come Casa di Elrond o Ultima Casa Accogliente (o Ultima Dimora Accogliente, Last Homely House) o ancora Prima Casa Accogliente, a seconda se si arrivi da una o dall'altra direzione.

## Geografia

Posizione di Gran Burrone nella Terra di Mezzo

Gran Burrone è situato a nord della Terra di Mezzo, in una valle nascosta tra le pendici delle Montagne Nebbiose e uno stretto meandro del fiume Bruinen. Uno dei principali accessi a Gran Burrone è il Guado del Bruinen superato il quale si diparte un lungo sentiero tortuoso che conduce alla valle degli elfi. Il guado fluviale, essendo sotto il potere di Elrond, è in grado di gonfiarsi e difendere l'accesso alla valle, come quando travolge i Nazgûl all'inseguimento di Frodo Baggins.

## Storia
Gran Burrone fu fondato, nella Seconda Era, da Elrond il Mezzelfo, un discendente dei grandi re degli Eldar della Prima Era, migliaia di anni prima degli eventi narrati ne Il Signore degli Anelli. Oltre che di Elrond, il luogo è la dimora di altri importanti personaggi elfici del racconto tolkieniano, come Arwen e Glorfindel. Fu, da principio, un rifugio per molti dei Noldor che erano fuggiti da Eregion durante la guerra con Sauron. Successivamente vi trovarono appoggio, benché sovente sotto assedio, anche i Dunedain di Arnor (vi crebbero, per esempio, Valandil e Aragorn). Grazie al potere dell'anello elfico Vilya - che Gil-galad aveva donato a Elrond - il luogo verrà preservato integro dalla corruzione del tempo - come un riflesso terreno del reame immortale di Valinor - fino all'avvento della Quarta Era.
Partito Elrond per Valinor, dopo la distruzione dell'Anello e la scomparsa del potere di Vilya, i suoi figli Elladan e Elrohir diventano i nuovi Signori di Imladris. Anche Celeborn vi risiede per alcuni anni, prima di trasferirsi, a sua volta, nel Reame Beato. Dopo la morte di re Elessar di Arnor e Gondor (il già citato Aragorn) il piccolo regno verrà mantenuto sotto la protezione di Eldarion, figlio di Elessar e Arwen e, quindi, nipote di Elrond.

## NeLo HobbiteIl Signore degli Anelli
Ne Lo Hobbit, Bilbo Baggins fa tappa a Gran Burrone, assieme a Gandalf e ai Nani della compagnia, sia durante il viaggio di andata verso la Montagna Solitaria che in quello di ritorno verso la Contea.
Ne Il Signore degli Anelli, Frodo Baggins, ferito gravemente da uno dei Nazgûl, e gli altri Hobbit che sono con lui vengono accolti, per un certo tempo, a Gran Burrone dove incontrano Bilbo che vi si era ritirato, anni prima, dopo la sua scomparsa dalla Contea. Nello stesso periodo, rappresentanti di Elfi, Nani e Uomini si riuniscono nella dimora elfica di Elrond per prendere parte al Consiglio di Elrond in cui apprendono del ritrovamento dell'Unico Anello, del tradimento di Saruman e della crescente minaccia costituita da Sauron. Il consiglio si chiude con la decisione di distruggere l'Anello, gettandolo nel fuoco del vulcano Orodruin; un compito di cui Frodo si assumerà la responsabilità e a supporto del quale verrà costituita la Compagnia dell'Anello.